# Stormyrtjärnarna (Degerfors socken, Västerbotten, 717075-168320)
Stormyrtjärnarna är en sjö i Vindelns kommun i Västerbotten och ingår i Sävaråns huvudavrinningsområde.